# مگنترونز
مگنترونز (به لاتین: Magneetrots) یک کوه در سورینام است که در ناحیه سیپالیوینی واقع شده‌است. مگنترونز ۳۱۰ متر بالاتر از سطح دریا واقع شده‌است.